# 위창자간막신경얼기
위창자간막신경얼기(superior mesenteric plexus) 또는 상장간막동맥신경총(上腸間膜動脈神經叢)은 복강신경얼기 아래쪽 부분이 연속되어, 오른쪽 미주신경에서 온 가지를 받는 신경얼기이다.
위창자간막동맥을 둘러싸고 있으며 함께 창자간막으로 들어간다. 진입한 후에는 여러 개의 이차적인 신경얼기들로 나누어지며 위창자간막동맥이 혈액을 공급하는 모든 부분들에 분포한다. 예를 들어 이자로 가는 가지, 작은창자로 가는 가지, 큰창자로 가는 돌잘룩창자가지, 오른잘록창자가지, 중간잘록창자가지를 낸다.
위창자간막신경얼기를 구성하는 신경들은 겉으로 봤을 때 하얀색이며 만졌을 때는 딱딱하다. 신경얼기의 위쪽 부분에는 위창자간막동맥이 시작되는 부분 근처에 위창자간막신경절이 위치한다.

## 추가 이미지

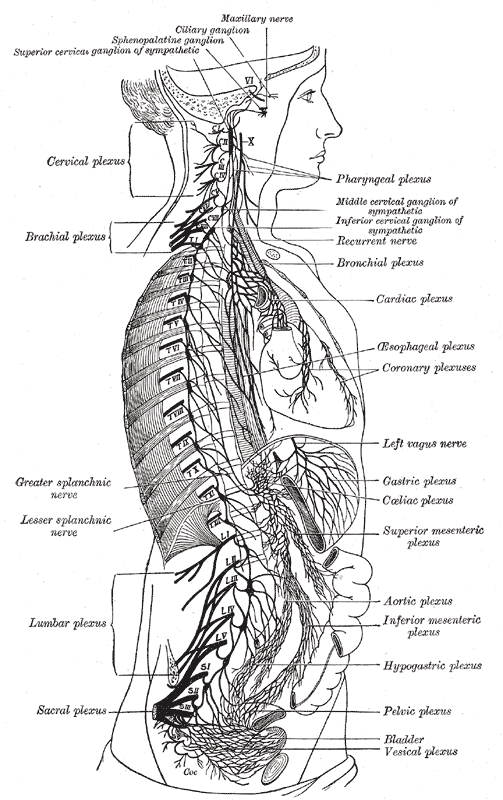
오른쪽 교감신경줄기.
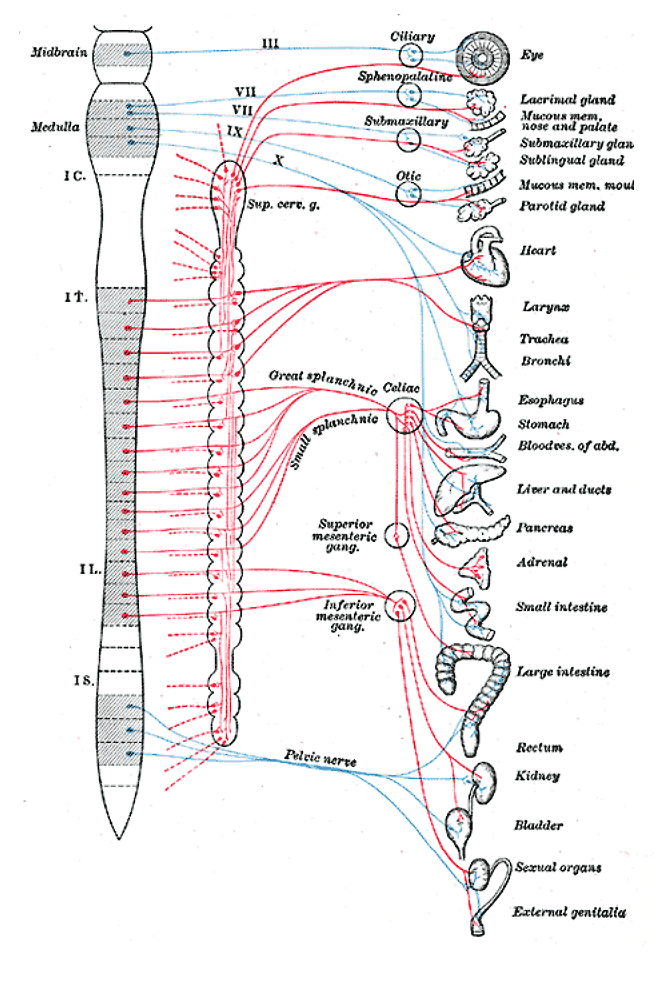
교감신경계의 날신경 모식도.
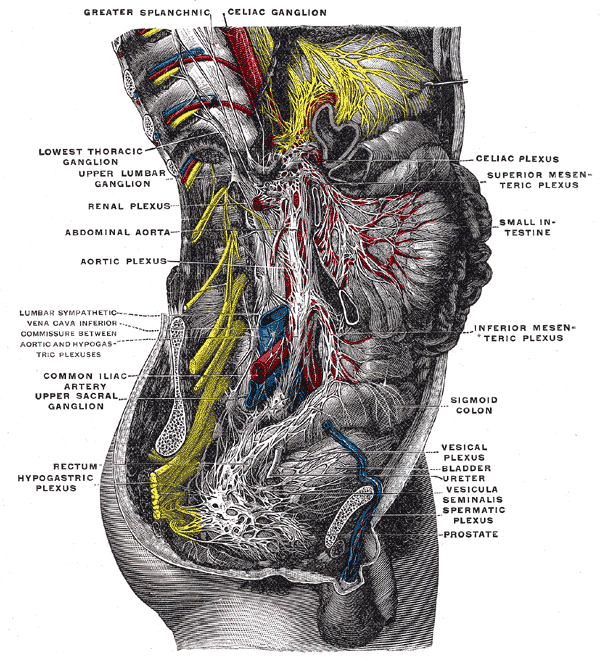
오른쪽 교감신경다발의 아래쪽 절반.

## 같이 보기
- 아래창자간막신경얼기

## 참고 문헌
이 문서는 현재 퍼블릭 도메인에 속하는 그레이 해부학 제20판(1918) page 987의 내용을 기초로 작성된 글이 포함되어 있습니다.